# هنري هال (ممثل)
هنري هال (بالإنجليزية: Henry Hull)‏ هو ممثل أمريكي، ولد في 3 أكتوبر 1890 في لويفيل في الولايات المتحدة، وتوفي في 8 مارس 1977 في كورنوال في المملكة المتحدة بسبب سكتة.

## أعمال

### أفلام
- (1938) الفالس العظيم
- (1938) مدينة الصبيان
- (1948) لوحة جيني

## وصلات خارجية
- هنري هال على موقع IMDb (الإنجليزية)
- هنري هال على موقع ألو سيني (الفرنسية)
- هنري هال على موقع أول موفي (الإنجليزية)
- هنري هال على موقع قاعدة بيانات برودواي على الإنترنت (الإنجليزية)
- هنري هال على موقع قاعدة بيانات الأفلام السويدية (السويدية)
- هنري هال على موقع إن إن دي بي (الإنجليزية)
- هنري هال على موقع ديسكوغز (الإنجليزية)
- هنري هال على موقع قاعدة بيانات الفيلم (الإنجليزية)
- هنري هال على موقع كينوبويسك (الروسية)